# Mitchie M
Mitchie M（ミッチー・エム）は、日本の音楽プロデューサー、ボカロP。

## 概要
6歳からピアノ、学生時代にはバンド活動と同時にDTMに興味を持ち、音楽制作を学ぶ。学校卒業後は、「Tucada」名義でコンポーザー・アレンジャー・サウンドプロデューサーとして活動しており、「太鼓の達人」などの様々なゲーム機、遊戯機の楽曲制作などにも携わっていた。
ボカロPとしては2011年7月15日投稿の「cosmic ballad」でデビュー。同年7月31日に発表した「FREELY TOMORROW」が、ニコニコ動画ボーカロイド楽曲カテゴリーで再生回数最速記録を達成（当時・10時間40分で10万回）
、さらに20日6時間4分で100万回再生（当時の歴代最速記録）を達成した。

## ディスコグラフィ

### 配信限定シングル
| 発売日         | タイトル                                                               |
| -------------- | ---------------------------------------------------------------------- |
| 2020年10月2日  | ワーワーワールド (feat. 初音ミク & 鏡音リン) / Giga&Mitchie M          |
| 2020年10月7日  | アイドル新鋭隊 (feat. 初音ミク, 鏡音リン, 巡音ルカ, MEIKO)             |
| 2021年1月29日  | 好き!雪!本気マジック (feat. 初音ミク) [OSTER projectが本気でアレンジ!] |
| 2021年2月5日   | マイマイマイ (买买买) [feat. 初音ミク]                                 |
| 2023年1月7日   | 少女Aに夜露死苦 (feat. 初音ミク)                                       |
| 2023年10月14日 | ミライどんなだろう (feat. 初音ミク)                                    |

### ミニアルバム
- REALISTIC VIRTUAL SINGING（2012年12月31日）
  - ジャケットイラスト：田口囁一（感傷ベクトル）
  - コミックマーケットC83にて頒布

### アルバム
- グレイテスト・アイドル（2013年11月6日）（ソニー・ミュージックダイレクト）
  - ジャケットイラスト：貞本義行
- バーチャル・ポップスター（2019年11月6日）（ワーナーミュージック・ジャパン）[3]
  - ジャケットイラスト：美樹本晴彦

### コンピレーション・アルバム
- EXIT TUNES PRESENTS Vocalodream feat. 初音ミク
- V love 25 〜Aperios〜
- V love 25 〜Brave Heart〜
- V love 25 〜cantabile〜
- VOCALO DANCE feat.初音ミク -ベスト・アゲ！トラックス-
- 初音ミク -Project DIVA- F Complete Collection
- 初音ミク 5thバースデー ベスト〜memories〜
- 初音ミク DANCE REMIX vol.1
- 初音ミクsingsニューウェイヴ
- ボーカロイド超ベスト-memories-
- 太鼓の達人 オリジナルサウンドトラック りんごあめ
- 太鼓の達人 オリジナルサウンドトラック やきとうもろこし
- セカイシンフォニー Sekai Symphony 2022 Live』BD&CD
- 『プロジェクトセカイ COLORFUL LIVE 1st – Link -』Blu-ray
- 『セカイシンフォニー Sekai Symphony 2021 Live』BD&CD
- 『MORE MORE JUMP！ SEKAI ALBUM vol.1』
- 『EXIT TUNES PRESENTS Vocalodelight feat. 初音ミク』
- 『初音ミクシンフォニー2020 オーケストラ ライブ』BD&CD
- クイズRPG 魔法使いと黒猫のウィズ 7th Anniversary Original Soundtrack
- 『初音ミク「マジカルミライ 2019』Blu-ray & DVD
- 『初音ミクシンフォニー2018-2019』BD&CD
- 『MUSIC STUDY PROJECT ボカロで覚える 高校世界史』
- 『Snow White Record feat. 初音ミク』
- 『初音ミク マジカルミライ 2018 』Blu-ray&DVD
- 『初音ミク マジカルミライ 2018 オフィシャルアルバム』
- 初音ミクシンフォニー2017 オーケストラ ライブ BD&CD
- 初音ミク マジカルミライ2017 BD&DVD 10周年記念盤メモリアルソングアルバム
- 初音ミク10周年記念コンピレーションアルバムRe:Start
- 初音ミク 10th Anniversary Book
- EXIT TUNES PRESENTS Vocalohistory feat. 初音ミク
- 『初音ミク マジカルミライ 2016』Blu-ray&DVD
- 初音ミクシンフォニー 2016 オーケストラ ライブ CD
- 初音ミク Project DIVA X Complete Collection
- 安室奈美恵『namie amuro LIVEGENIC 2015-2016』
- 初音ミク マジカルミライ 2014 オフィシャルアルバム
- 初音ミク Thank you 1826 Days~SEGA feat.HATSUNE MIKU Project 5th Anniversary Selection
- EVERGREEN SONGS 2012 初音ミク（レンタル限定）
- 初音ミク マジカルミライ 2014 オフィシャルアルバム
- 初音ミク マジカルミライ 2013』Blu-ray&DVD
- 銀雪のアリア feat. 初音ミク
- ボカニコ★パーティー
- at first sight-Best Selection of わかむらP feat.初音ミク
- 初音ミク 5thバースデーベスト ～impacts～

### 作編曲・マニピュレート等参加作品
- Fairy Story (南里侑香&結城アイラ） / Fairytale
- Baguette Bardot / 『Best Of Baguette Bardot』 (FGL Music France)
- コンピレーション・アルバム「空想活劇」
- Daisy×Daisy「Daisy×Daisy」収録「Lovers Game feat. Mitchie M」（2011年11月16日）
- 中川翔子「ホロスコープ」収録「snow tears -Mitchie M Remix-」（2012年1月11日）
- コンピレーション・アルバム「ドリームボーカリスト」収録「空色デイズ」（2012年3月21日）

### タイアップ
| 楽曲                     | タイアップ                                                                              | 時期   |
| ------------------------ | --------------------------------------------------------------------------------------- | ------ |
| Birthday Song for ミク   | 初音ミク 5thバースデーベスト キャンペーンソング                                         | 2012年 |
| アイドルを咲かせ         | 熊本県グリーンランド テレビCM                                                           | 2013年 |
| アゲアゲアゲイン         | ゲーム『初音ミク Project mirai 2』テーマソング                                          | 2013年 |
| ぶれないアイで           | ロート製薬 目薬「デジアイ」                                                             | 2014年 |
| 未来序曲（CMバージョン） | ユニリーバ・ジャパン「ラックス スーパーリッチシャイン ストレート&ビューティー」CMソング | 2016年 |
| 徳川カップヌードル禁止令 | カップヌードル × プロジェクトセカイ「カップヌードルのセカイ」コラボ曲                   | 2022年 |